# Liglass Trading
Liglass Trading CZ je česká společnost se sídlem v Líšném u Železného Brodu, jejímž majitelem je Michael Smelík. Manažerem (projektu) společnosti je Jiří Vojtěchovský a projektmanažerem pro financování pak Juraj Pavol. Základní kapitál firmy činí 200 000 Kč.

## Předmět podnikání
V období od 3. dubna 2003 do 22. srpna 2005 byla firma zapsána v obchodním rejstříku jako Li - Nuo - Glass CZ, s. r. o., od 22. srpna 2005 pak jako LIGLASS TRADING CZ, s. r. o.  V době od 9. dubna 2004 do 12. února 2009 byly v obchodním rejstříku uvedeny tyto předměty podnikání: broušení technického a šperkového kamene, výroba porcelánových a keramických výrobků (kromě pro stavebnictví), výroba a zpracování skla, výroba plastových výrobků a pryžových výrobků, výroba optických a fotografických zařízení, výroba bižuterie, zprostředkování obchodu, velkoobchod, specializovaný maloobchod  a zprostředkování služeb, v období od února 2007 do února 2009 též galvanizérství. Od samého vzniku firmy, tj. od 3. dubna 2003, je jako předmět podnikání uveden "pronájem nemovitostí, bytů a nebytových prostor bez poskytování jiných než základních služeb zajišťujících řádný provoz nemovitostí, bytů a nebytových prostor". Dne 12. února 2009 byla většina původně uvedených předmětů podnikání nahrazena formulaci "výroba, obchod a služby neuvedené v přílohách 1 až 3 živnostenského zákona".

## Smlouva s kyrgyzskou vládou
10. července 2017 podepsala firma Liglass Trading s kyrgyzskou vládou smlouvu o výstavbě a provozu dvou vodních elektráren, přičemž náklady mají dosáhnout až 700 miliónů dolarů (tj. 15,9 miliard korun). Firma Liglass Trading měla současně vynaložit 37 milionů dolarů (přes 841 milionů korun) na koupi podílu ve firmě, která měla zakázku dříve na starosti. V září 2017 firma svůj závazek na splacení této částky nesplnila a zaslala kyrgyzské vládě dopis s žádostí o odklad splátky. Premiér Kyrgyzstánu Sapar Isakov v reakci na to prohlásil, že mají všechny důvody k vypovězení smlouvy. Dne 10. října 2017 vláda Kyrgyzské republiky vypověděla smlouvu s firmou Liglass Trading s. r. o. z důvodů nesplnění podmínek, obsažených v této smlouvě.

### Kontroverze
Předmětem kritiky se stal lobbing hradního kancléře Vratislava Mynáře a prezidenta Miloše Zemana v Kyrgyzstánu před podepsáním smlouvy, ačkoliv firma Liglass není v Česku v oboru  výstavby vodních elektráren známá a její dosavadní obrat dosahoval pouze řádově stovek tisíc korun. Podle Sabiny Slonkové firma za poslední dva roky nezveřejnila podrobnosti o svém hospodaření ani větší reference své činnosti a může tudíž hrát roli bílého koně. Dle Lidových novin je tento případ personálně propojen přes Česko-kyrgyzskou obchodní komoru s další českou kauzou Oleo Chemical.
Kauzou se z kyrgyzské strany intenzivně zabýval opoziční aktivista Edil Bajsalov, který uvedl, že je tato firma napojena na Američana Wayna Hayese, odsouzeného v minulosti za podvodné jednání v oblasti finančních pyramid.
Po podepsání smlouvy s Kyrgyzstánem se společnost Liglass Trading stala na konci srpna roku 2017 politickým tématem i na kyrgyzské politické scéně; na otázky z obavy, směřující na tuto společnost musel reagovat nově nastoupivší premiér Sapar Isakov.